# ماريا فريدمان
ماريا فريدمان (بالإنجليزية: Maria Friedman)‏ مغنية وممثلة بريطانية، ولدت في 19 مارس 1960 في سويسرا. من الجوائز التي نالتها جائزة المسرح العالمي سنة 2006 وجائزة لورانس أوليفييه لأفضل ممثلة في فيلم موسيقي ‏ سنة 1997 وجائزة لورانس أوليفييه لأفضل ممثلة في فيلم موسيقي ‏ سنة 2004 وLaurence Olivier Award for Best Family Show ‏ سنة 1995 وLaurence Olivier Award for Best Musical Revival ‏ سنة 2014.

## جوائز وترشيحات
جوائز
- جائزة المسرح العالمي (2006)
- جائزة لورانس أوليفييه لأفضل ممثلة في فيلم موسيقي [الإنجليزية]‏ (1997)
- جائزة لورانس أوليفييه لأفضل ممثلة في فيلم موسيقي [الإنجليزية]‏ (2004)
- Laurence Olivier Award for Best Family Show [الإنجليزية]‏ (1995)
- Laurence Olivier Award for Best Musical Revival [الإنجليزية]‏ (2014)

ترشيحات
- Laurence Olivier Award for Best Director [الإنجليزية]‏ (2014)
- جائزة لورانس أوليفييه لأفضل ممثلة في فيلم موسيقي [الإنجليزية]‏ (1991)
- جائزة لورانس أوليفييه لأفضل ممثلة في فيلم موسيقي [الإنجليزية]‏ (1998)
- جائزة لورانس أوليفييه لأفضل ممثلة في فيلم موسيقي [الإنجليزية]‏ (1999)
- جائزة لورانس أوليفييه لأفضل ممثلة في فيلم موسيقي [الإنجليزية]‏ (2005)

## وصلات خارجية
- ماريا فريدمان على موقع IMDb (الإنجليزية)
- ماريا فريدمان على موقع روتن توميتوز (الإنجليزية)
- ماريا فريدمان على موقع ميوزك برينز (الإنجليزية)
- ماريا فريدمان على موقع قاعدة بيانات برودواي على الإنترنت (الإنجليزية)
- ماريا فريدمان على موقع أول ميوزيك (الإنجليزية)
- ماريا فريدمان على موقع ديسكوغز (الإنجليزية)
- ماريا فريدمان على موقع قاعدة بيانات الفيلم (الإنجليزية)